# Aljami Durham
Aljami Durham (Lilburn, 30 settembre 1998) è un cestista statunitense.

## Carriera
Dopo aver trascorso la carriera universitaria tra gli Indiana Hoosiers e i Providence Friars, il 4 agosto 2022 firma il primo contratto professionistico con il Lavrio. Rilasciato nel successivo mese di dicembre, il 26 gennaio 2023 passa ai Caledonia Gladiators. Il 14 luglio firma con gli Amburgo Towers, con cui esordisce in Eurocup.